# تیم ملی فوتبال فنلاند
تیم ملی فوتبال فنلاند یک تیم فوتبال بین‌المللی است که به نمایندگی از کشور فنلاند به میدان می‌رود. این تیم زیر نظر اتحادیه فوتبال فنلاند فعالیت می‌کند.